# Droge (Pharmazie)

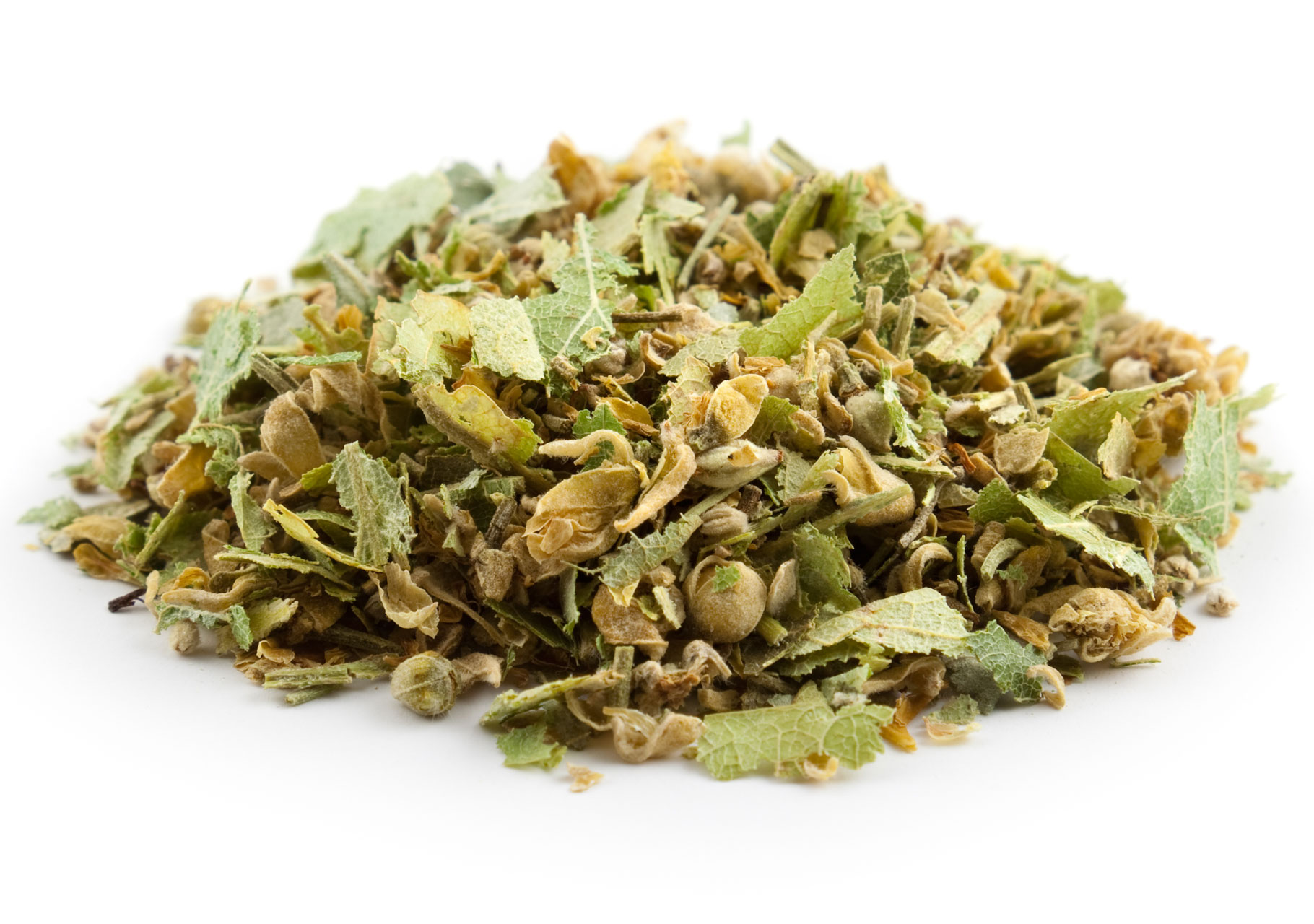
Klassische pharmazeutische Drogen sind getrocknete Pflanzenteile wie beispielsweise diese Lindenblüten.

Drogen (verwandt mit „trocken“) oder Arzneidrogen sind haltbar gemachte Teile von Pflanzen, Pilzen, Tieren oder Mikroorganismen und werden meist zur Herstellung von Arzneimitteln verwendet. Sie werden gewöhnlich durch Trocknung haltbar gemacht. Auch bestimmte biologische Substrate ohne zelluläre Struktur wie etwa Wachse und Harze und andere Abscheidungsprodukte  werden zu den Drogen gerechnet. In früherer Zeit findet man auch mineralische Arzneidrogen beschrieben. Heutzutage sind pharmazeutische Drogen größtenteils pflanzlicher Natur.
Drogen werden als natürliche Rohstoffe für die Gewinnung arzneilich wirksamer Inhaltsstoffe sowie auch als Hilfsstoffe in der Arzneimittelherstellung genutzt. Isolierte, chemisch definierte Arzneistoffe biologischen Ursprungs nennt man biogene Arzneistoffe. Die Lehre von den Drogen (Drogenkunde, Pharmakognosie) ist ein Teilgebiet der pharmazeutischen Biologie.
Ein die abendländische Pharmazie, der bereits im frühen Mittelalter auch orientalische Drogen zur Verfügung standen, wesentlich beeinflussendes Arzneidrogenbuch war das im 12. Jahrhundert erschienene Circa instans.

## Begriffsabgrenzung und Etymologie

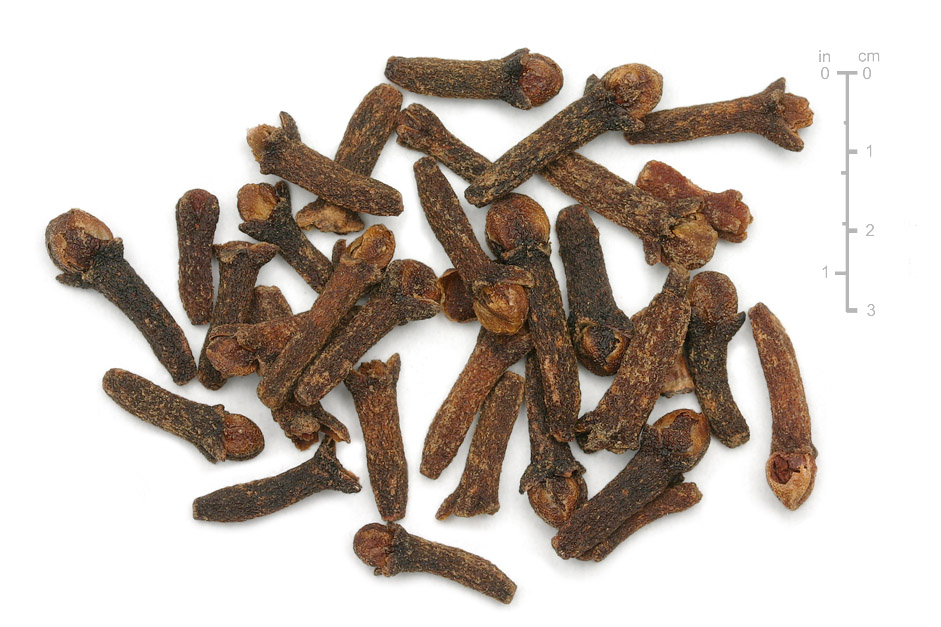
Die Gewürznelke ist Arznei und Gewürz zugleich.

Der Begriff „Droge“ bezeichnet durch Trocknung haltbar und verwertbar gemachte heilkräftige Pflanzen (Drogenpflanze, Heilpflanze) oder Pflanzenteile und wurde zum Synonym für Spezerei, Gewürz, Apothekerware und anderes. Im allgemeinen heutigen Sprachgebrauch wird der Begriff auch – verkürzend für Rauschdroge – verwendet, um eine Substanz oder deren Zubereitungen zu bezeichnen, die durch Menschen zur Erzeugung eines Rauschzustandes oder zur Befriedigung – im Falle einer Abhängigkeit – verwendet werden.
Das mittelalterliche Wort für Drogen im Sinne von nicht zugesammengesetzten Arzneimitteln (Pflanzen, Tiere, deren Teile oder aus ihnen gewonnene Stoffe, und Mineralien), war Simplicia. Das ursprünglich aus dem deutschen Sprachraum stammende Wort Droge wurde um 1600 aus französisch drogue ‚Gewürz, Chemikalie, pharmazeutisches Mittel‘ ins Deutsche rückentlehnt. Dieses Wort ist vermutlich vom Niederländischen oder Niederdeutschen ins Französische gelangt, da französisch drogue zuerst in Nordfrankreich bezeugt ist. Der Ausgangspunkt soll mittelniederländisch droge vaten oder mittelniederdeutsch drȫgevate sein. Ursprünglich ‚trockene Fässer‘ bedeutend, das heißt ‚Behälter für trockene, nichtflüssige Ware‘, wurde das substantivierte Adjektiv droge wohl abkürzend nicht nur für die Behälter, sondern auch für die in ihnen aufbewahrten Waren verwendet, so dass sich die Bedeutung zu ‚Gewürz, Arzneimittel‘ entwickelte. Das zugrundeliegende Adjektiv (vergleiche niederländisch droog, niederdeutsch dröge) ist etymologisch verwandt mit gleichbedeutendem trocken. Eine wenig plausible Annahme basiert auf einem arabischen Ursprung.

## Einteilung der Drogen mit Beispielen
In den folgenden Beispielen sind kursiv in Klammern die (neuen) lateinischen offizinellen Bezeichnungen der Drogen angegeben. In der ursprünglichen (alten) lateinischen Drogenbezeichnung war die Drogenart (häufig im Plural) dem Genitiv der Stammpflanze vorangestellt (z. B. Flores tiliae, Folia sennae, Fructus foeniculi). Da bei Teedrogen eine alphabetische Sortierung nach Stammpflanzen wichtiger ist als die Drogenart, wird bei pflanzlichen Drogen in der neuen lateinischen Bezeichnung die Stammpflanze nach vorn gezogen und als zusätzliche Vereinfachung die Drogenart generell im Singular verwendet (z. B. Tiliae flos, Sennae folium, Foeniculi fructus). Bei nichtpflanzlichen Drogen (z. B. Adeps lanae, Lichen islandicus, Cera alba) wurden zumeist die alten Bezeichnungen beibehalten. Zudem bestehen wie allgemein für Arzneimittel und Heilkräuter auch volkstümliche Bezeichnungen für Drogen.

### Pflanzliche Drogen
Bei den pflanzlichen Drogen unterscheidet man pflanzenmorphologisch in Blüten-, Blatt-, Frucht-, Kraut-, Rhizom-, Rinden-, Samen- und Wurzeldrogen.
Beispiele für bekannte Drogen:
Lindenblüten (Tiliae flos), Kamillenblüten (Matricariae flos), Wollblumen (Verbasci flos), Ginkgo biloba-Blätter (Ginkgo folium), Sennesblätter (Sennae folium), Sennesfrüchte (Sennae fructus acutifoliae, Sennae fructus angustifoliae), Fenchel (Foeniculi fructus), Keuschlammfrüchte (Agni casti fructus), Eichenrinde (Quercus cortex), Weidenrinde (Salicis cortex), Echtes Johanniskraut (Hyperici herba), Mistelkraut (Visci herba), Spitzwegerichkraut (Plantaginis lanceolatae herba), Spitzwegerichblätter (Plantaginis lanceloatae folium), Flohsamenschalen (Plantaginis ovatae testa), Süßholzwurzel (Liquiritiae radix), Primelwurzel (Primulae radix), Südafrikanische Teufelskrallenwurzel (Harpagophyti radix);
→ weitere Beispiele im Artikel Heilpflanze
Des Weiteren gibt es pflanzliche Drogen ohne zelluläre Struktur wie beispielsweise Arabisches Gummi (Gummi arabicum ), Traganth, Myrrhe, Perubalsam (Balsamum peruvianum) oder Rohopium.

### Drogen aus Pilzen
Beispiele: Isländisches Moos (Lichen islandicus), Medizinische Hefe (Faex medicinalis),
Trockenhefe aus Saccharomyces cerevisiae HANSEN CBS 5926

### Drogen tierischen Ursprungs
Drogen tierischer Natur mit zellulärer Struktur haben kaum noch pharmazeutische Bedeutung, werden jedoch noch für homöopathische Zubereitungen verwendet. Beispiele für solche Tierdrogen: Medizinischer Blutegel (Hirudo medicinalis), Cochenilleschildlaus (Dactylopius coccus), Honigbiene (Apis mellifera).
Drogen tierischen Ursprungs ohne zelluläre Struktur sind beispielsweise: Bienengift (Apisinum), Bienenkittharz (Propolis), Bienenwachs (Cera alba), Catgut, Lebertran (Jecoris aselli oleum), Ochsengalle (Fel tauri), Schellack (Lacca in tabulis), Schlangengift (Lachesis), Schweineschmalz (Adeps suillus), Walrat (Cetaceum), Wollwachs (Adeps lanae).

### Drogengruppen nach Inhaltsstoffen
Eine andere Klassifizierung der Drogen ist die Einteilung nach der chemischen Natur der wirksamen Inhaltsstoffe in Alkaloid-, Ätherischöl-, Bitterstoff-, Gerbstoff-, Glycosid-, Saponin- und Schleimstoffdrogen.

### Drogengruppen nach Verwendung
Psychogene Drogen werden als Rauschdrogen, in der Umgangssprache auch kurz „Drogen“, bezeichnet. Drogen in der Heilkunde, deren Wirkung magischen oder religiösen Prinzipien zugeschrieben wurde, als Wunderdrogen.

## Bildergalerie gebräuchlicher Drogen

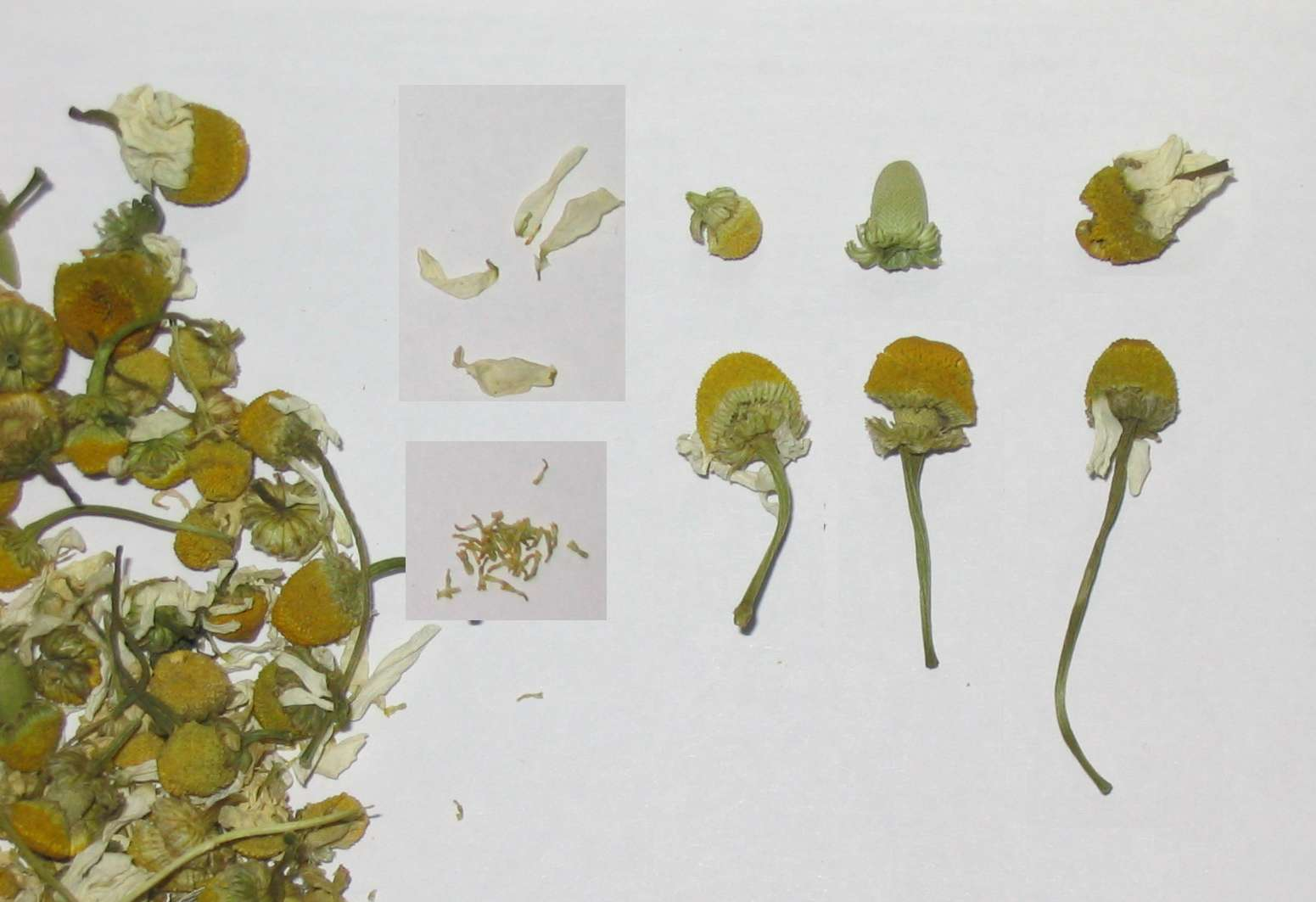
Kamillenblüten (Matricariae flos)
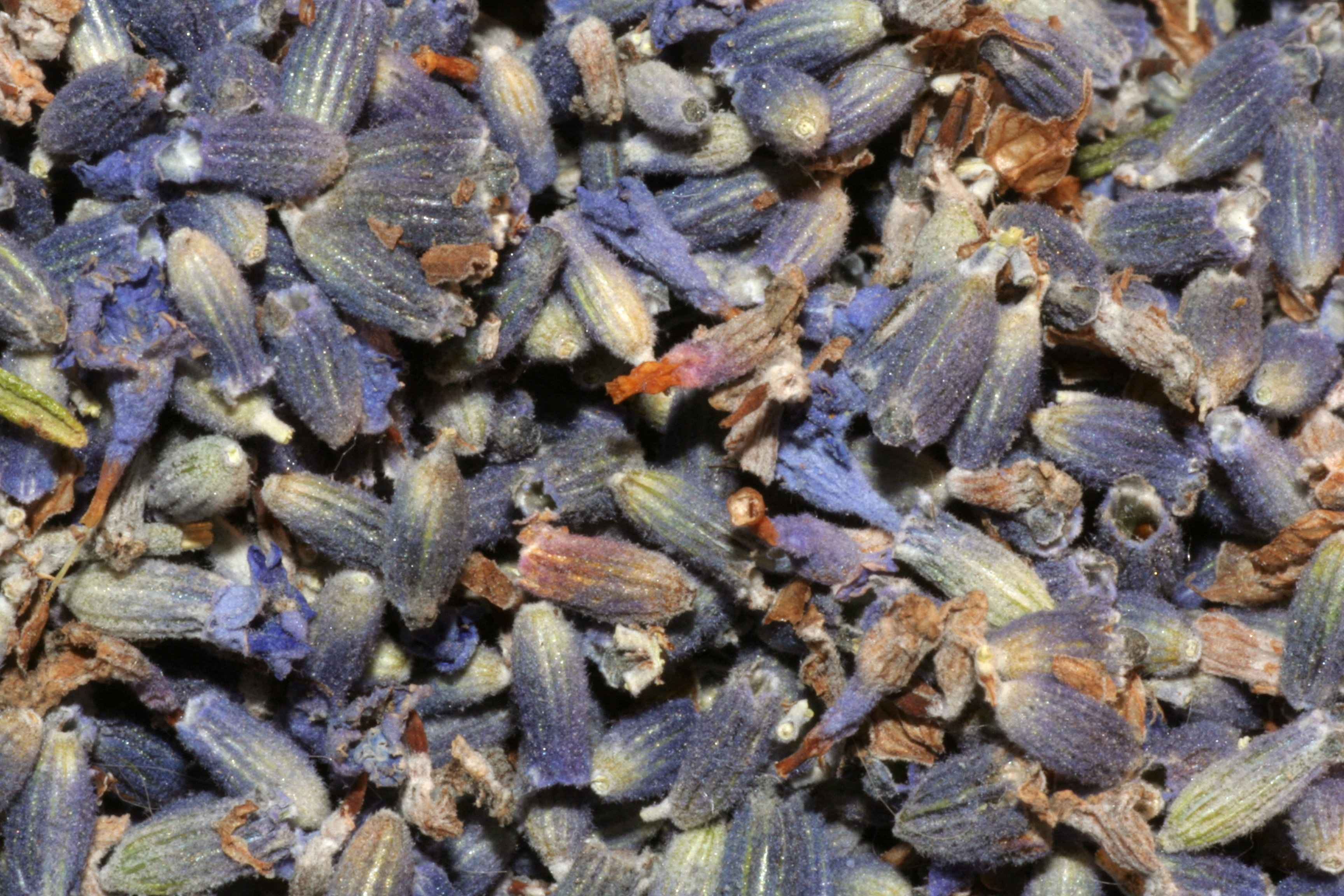
Lavendelblüten (Lavandulae flos)
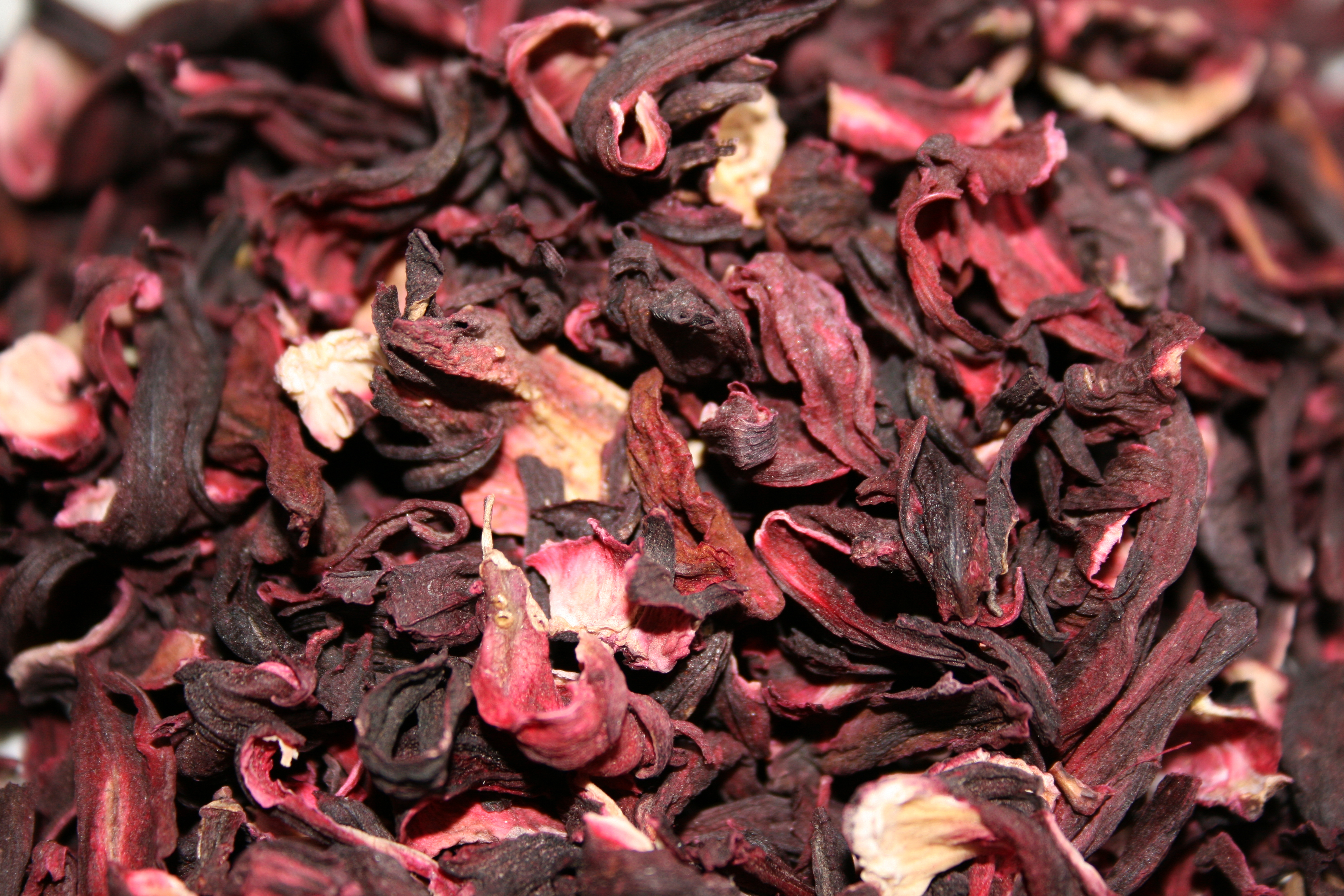
Hibiskusblüten (Hibisci flos)
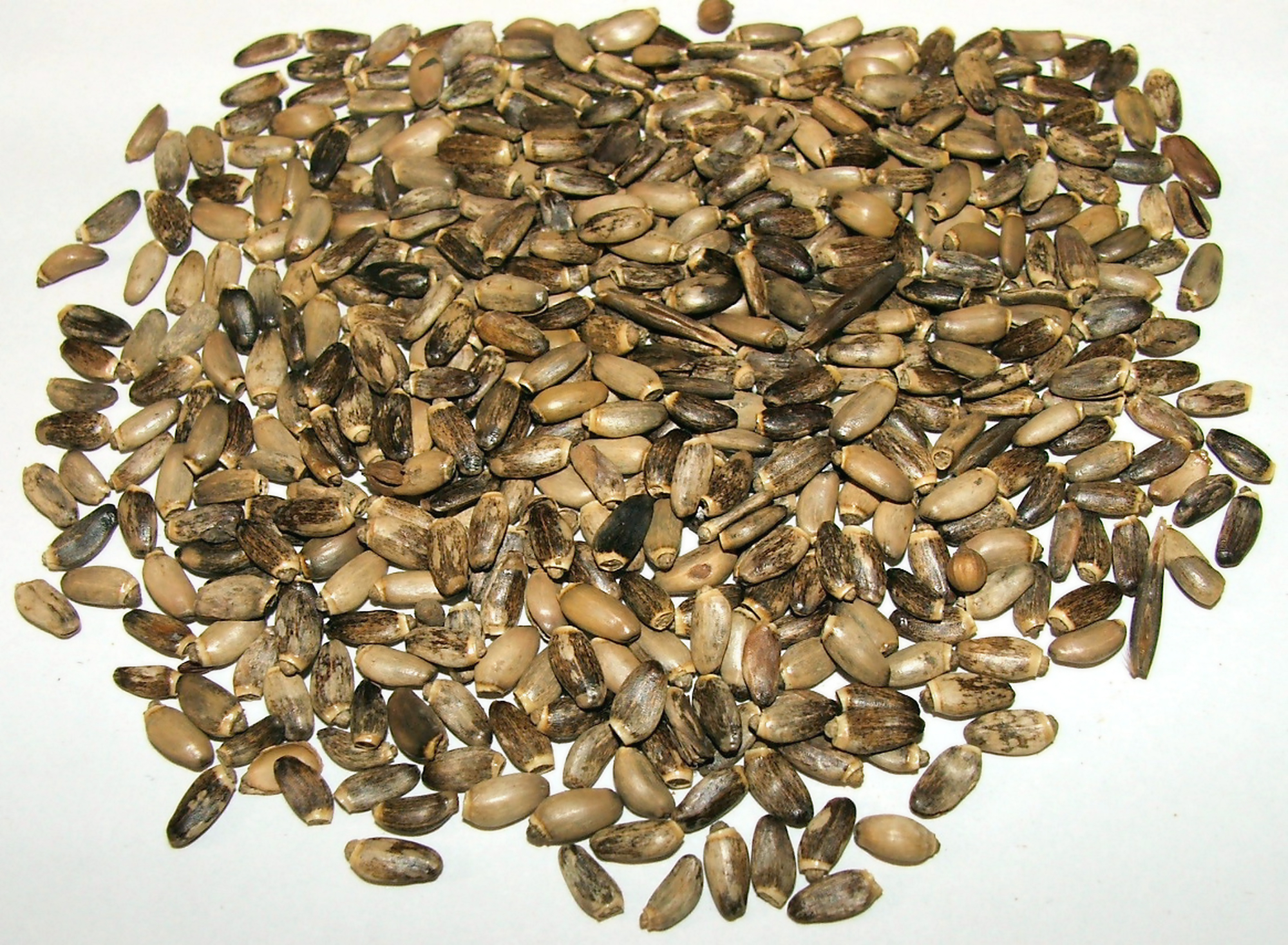
Mariendistelfrüchte (Cardui mariae fructus)
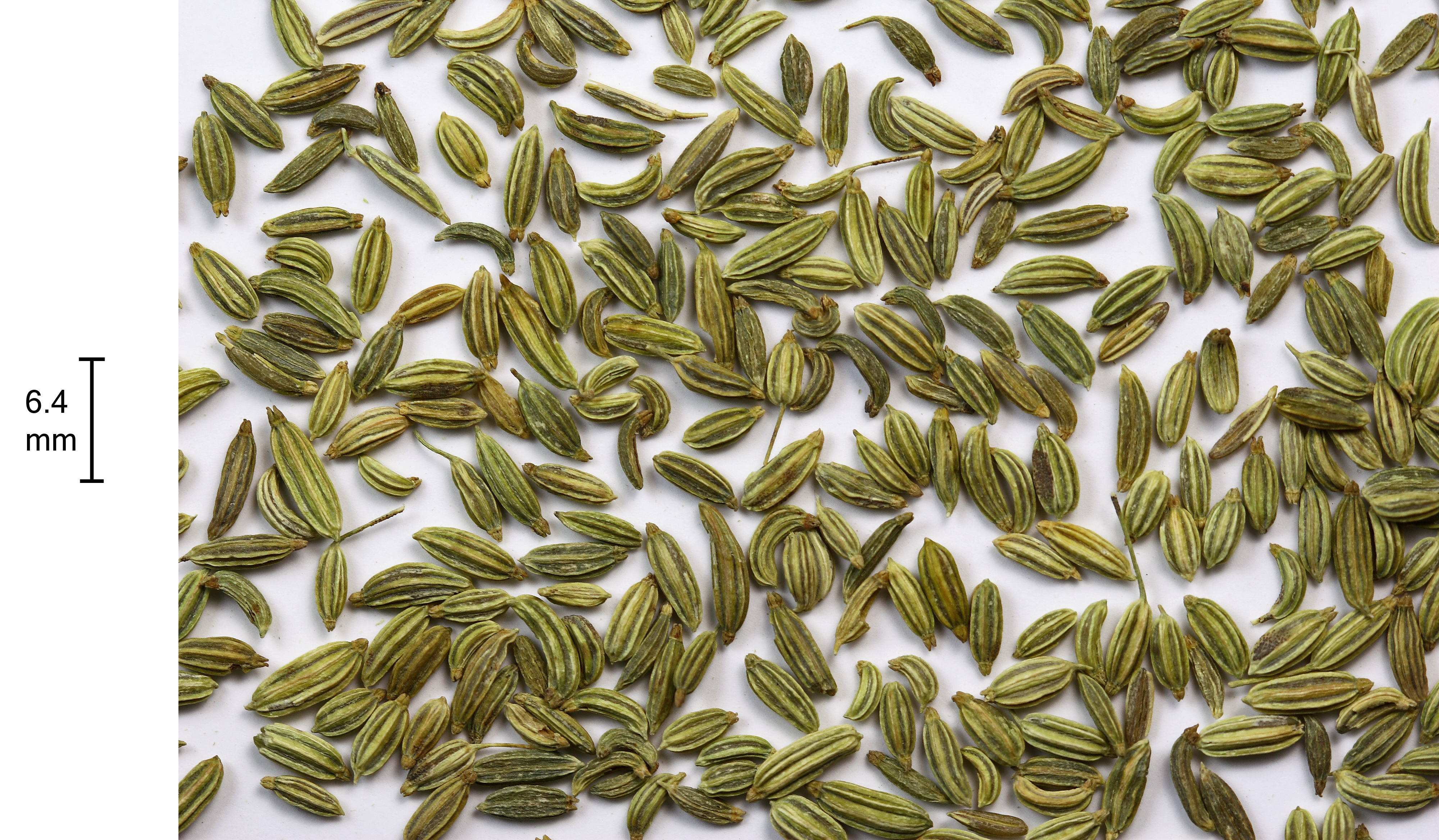
Fenchelfrüchte (Foeniculi fructus)
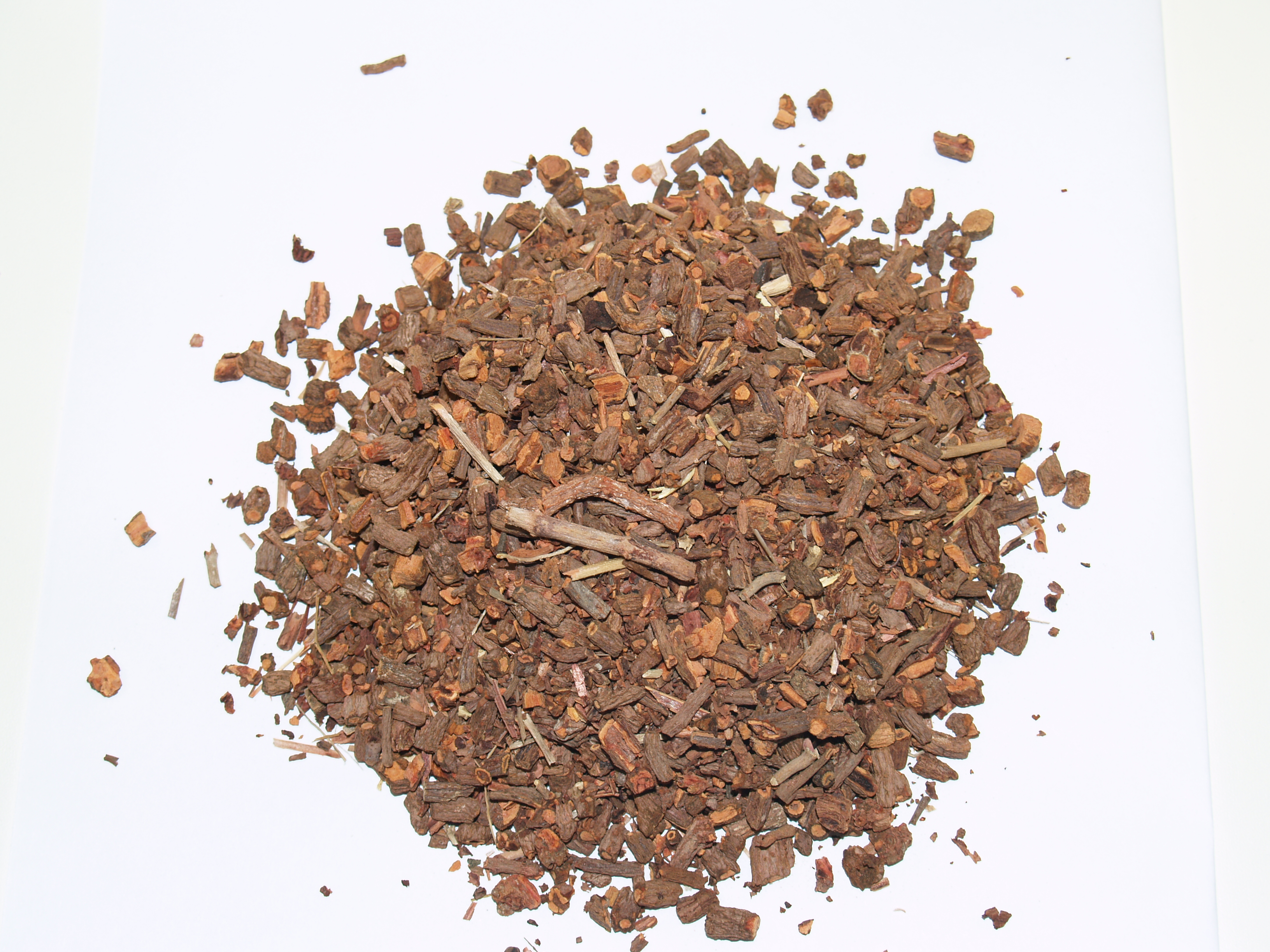
Krappwurzel (Rubiae tinctorum radix)
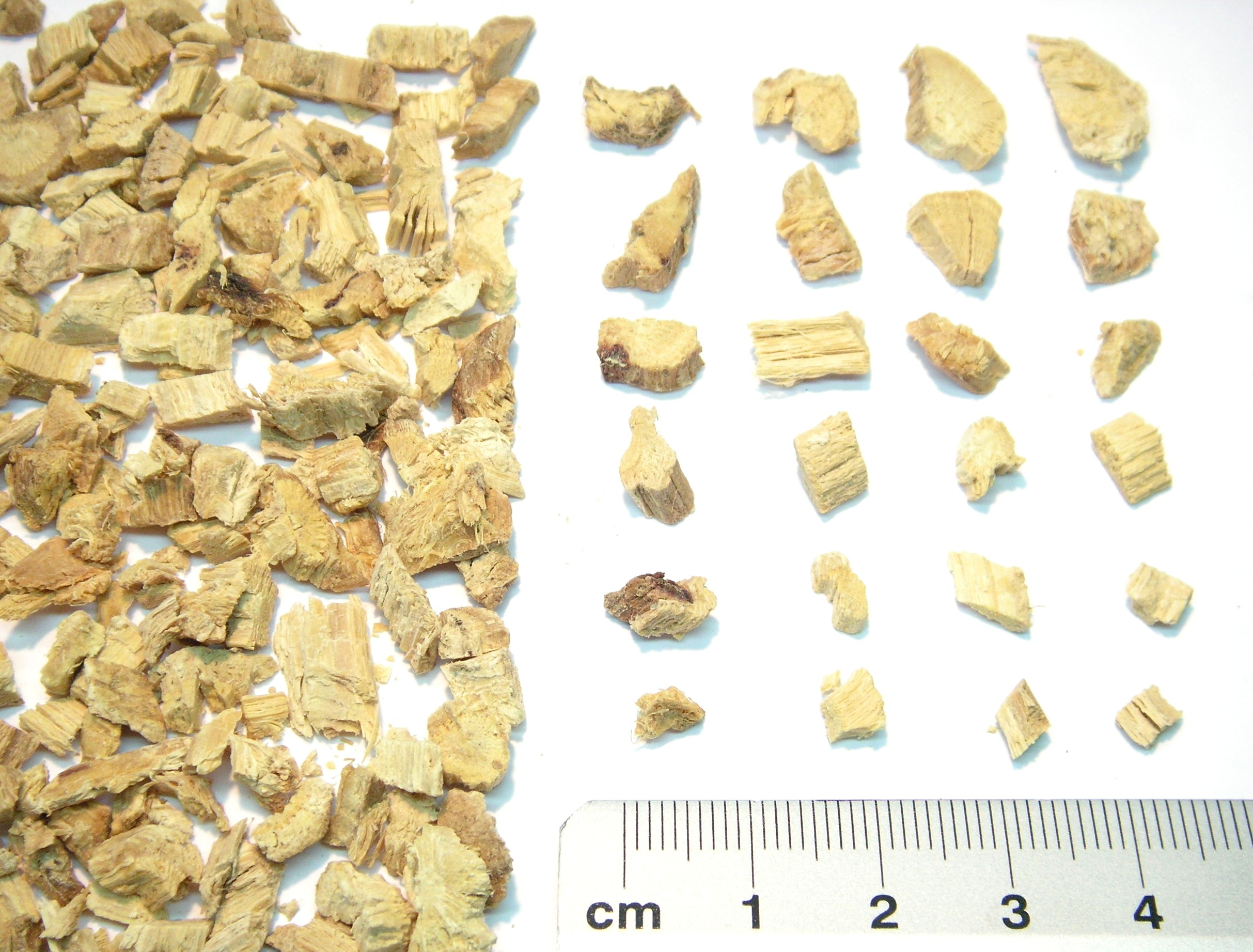
Süßholzwurzel (Liquiritiae radix)
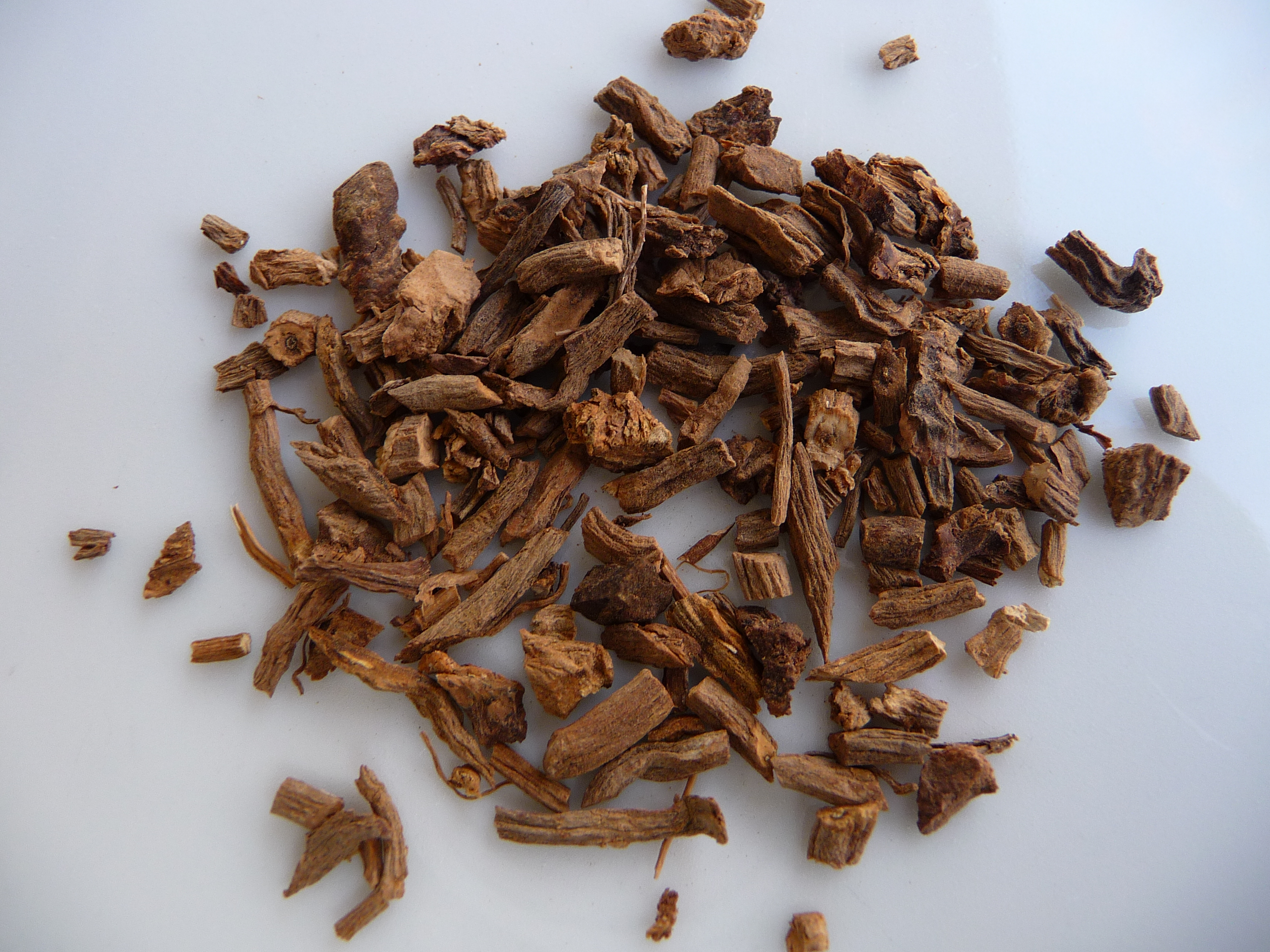
Baldrianwurzel (Valerianae radix)
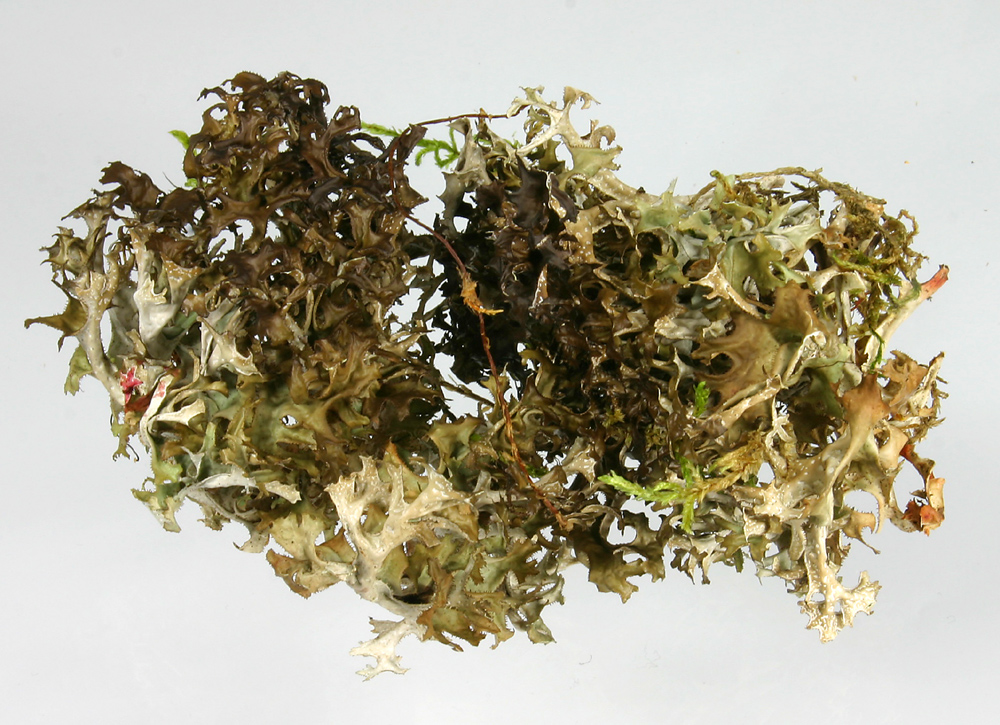
Isländisches Moos (Lichen islandicus)
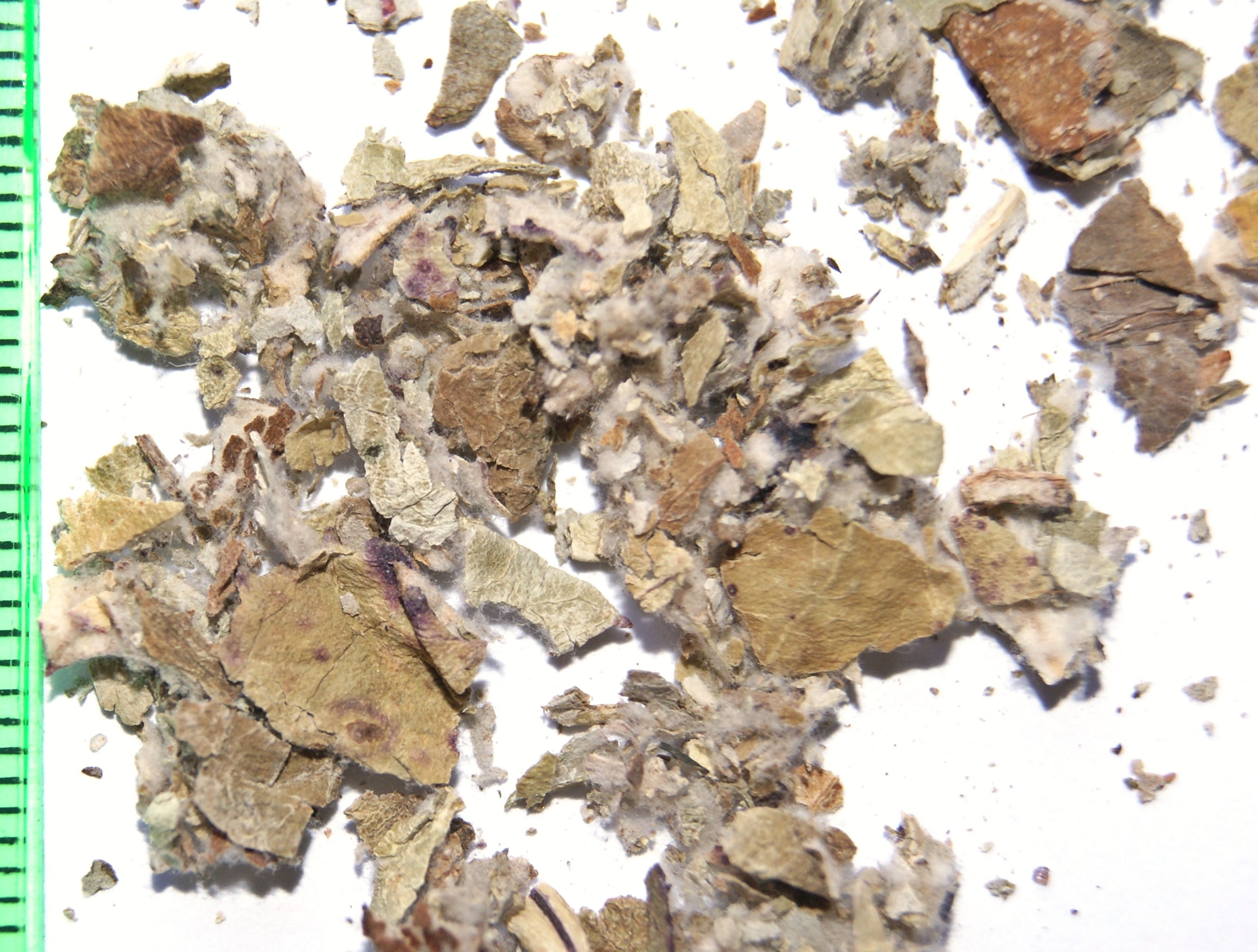
Huflattichblätter (Farfarae folium)
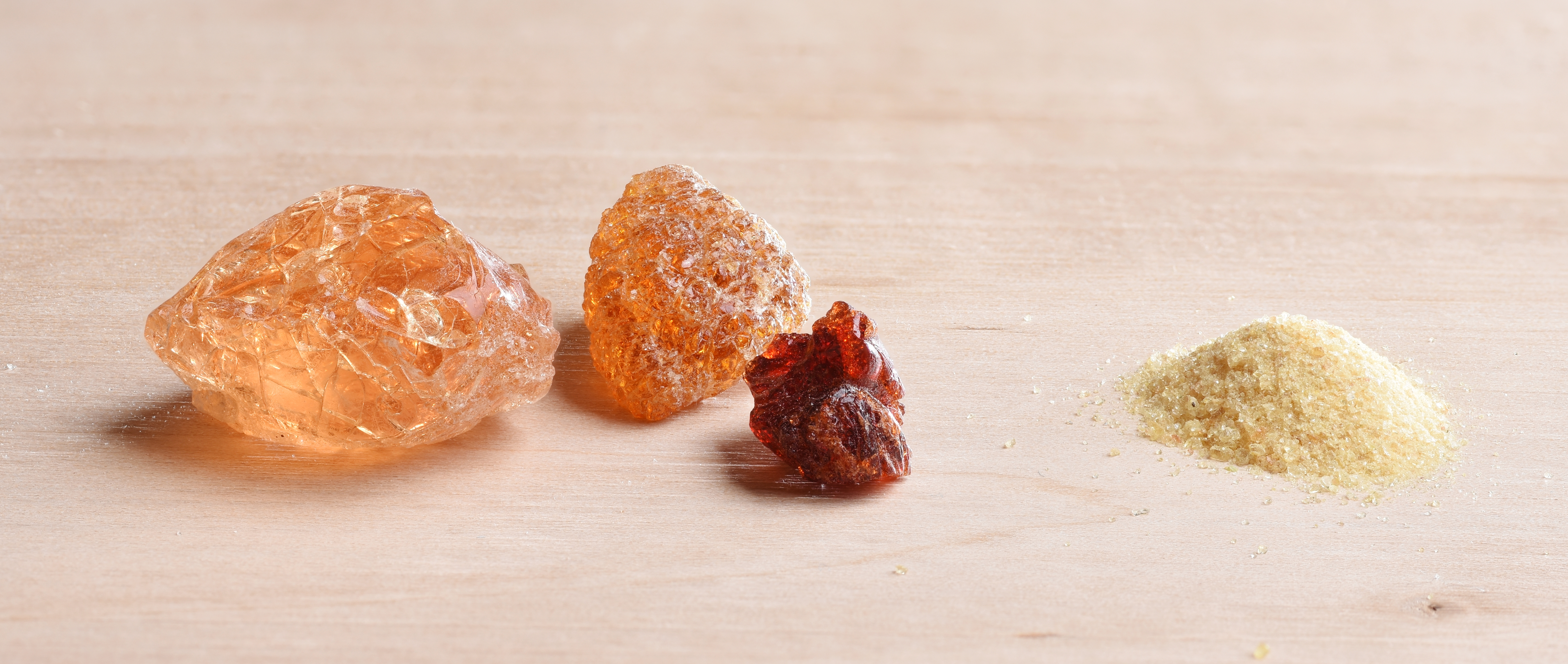
Arabisches Gummi (Gummi arabicum)
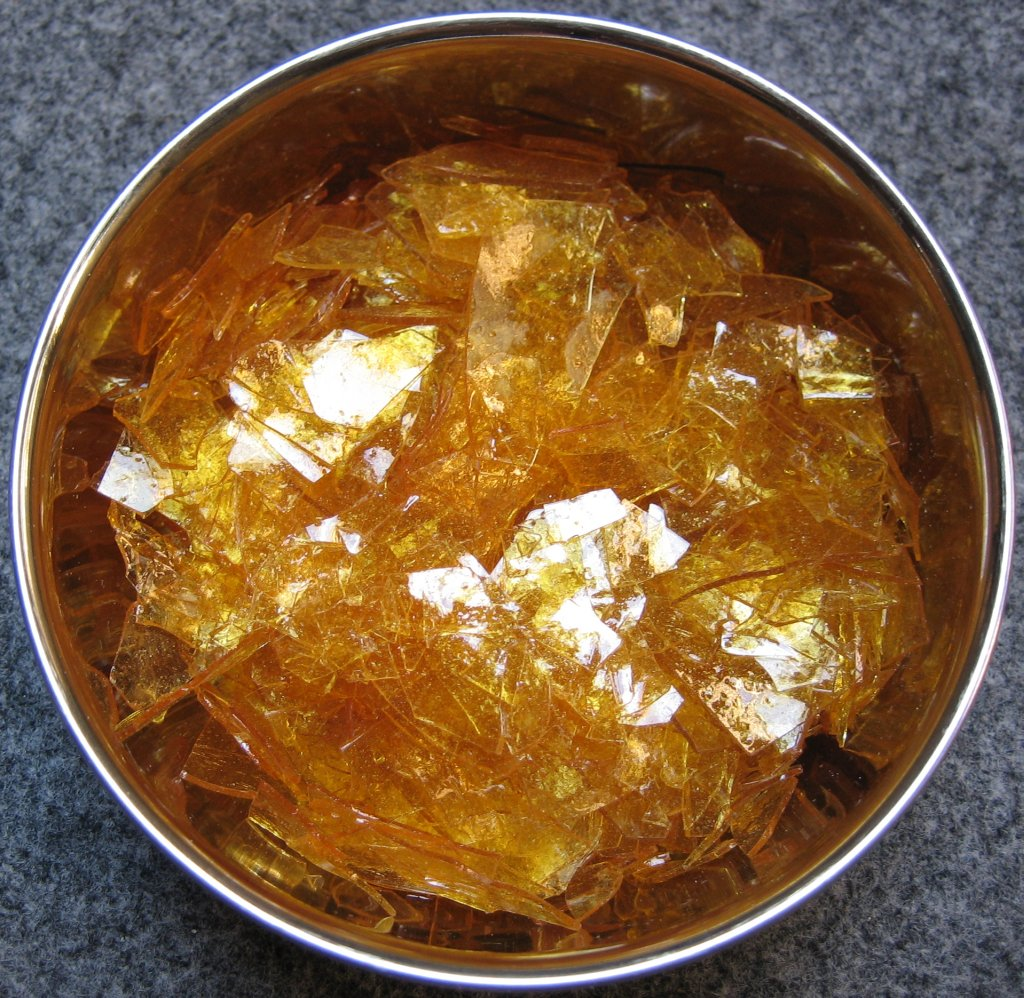
Schellack (Lacca in tabulis)

## Herstellung und Gebrauchsformen
Drogen können aus Wildbeständen oder aus Kulturen gesammelt bzw. geerntet werden. Bestimmungen des Artenschutzes sind zu beachten. Die optimale Erntezeit für pflanzliche Drogen richtet sich nach dem Vorhandensein maximaler Wirkstoffmengen und schwankt je nach Pflanzenteil: so werden im Allgemeinen Rinden im Frühjahr, Kräuter kurz vor, Blätter zu Beginn oder während der Blütezeit, Blüten kurz nach dem Aufblühen, Samen und Früchte kurz vor oder während der Vollreife und Wurzeln und Rhizome ab dem Spätherbst, nach der Vegetationsperiode, geerntet. Pflanzliche Drogen müssen möglichst frei von Verschmutzungen und Insekten sein. Frischpflanzen sollten nach der Ernte rasch verarbeitet werden; eine längere Haltbarkeit haben getrocknete Drogen. Die Trocknung erfolgt schonend an der Luft bei normaler Umgebungstemperatur oder in Trocknungsanlagen, wo den Pflanzen im Warmluftstrom bei Temperaturen von 35 bis 60 Grad Celsius, je nach Beschaffenheit der Droge und Empfindlichkeit der Inhaltsstoffe, das Wasser entzogen wird. Meistens werden die Drogen nach der Trocknung zerkleinert, je nach Zerkleinerungsgrad erhält man das Produkt grob geschnitten (lat. concisus), fein geschnitten (lat. minutim concisus) oder gepulvert (lat. pulvis). Daneben werden Drogen auch unzerkleinert, als Ganzes (lat. totus) verwendet. Drogen können Keimreduktionsverfahren unterzogen werden, um einem mikrobiellen Verderb während der Lagerung vorzubeugen, wobei die Behandlung mit Gammastrahlung oder Ethylenoxid in Deutschland nicht erlaubt ist.
Drogen müssen trocken und vor Licht geschützt gelagert werden.

## Qualität

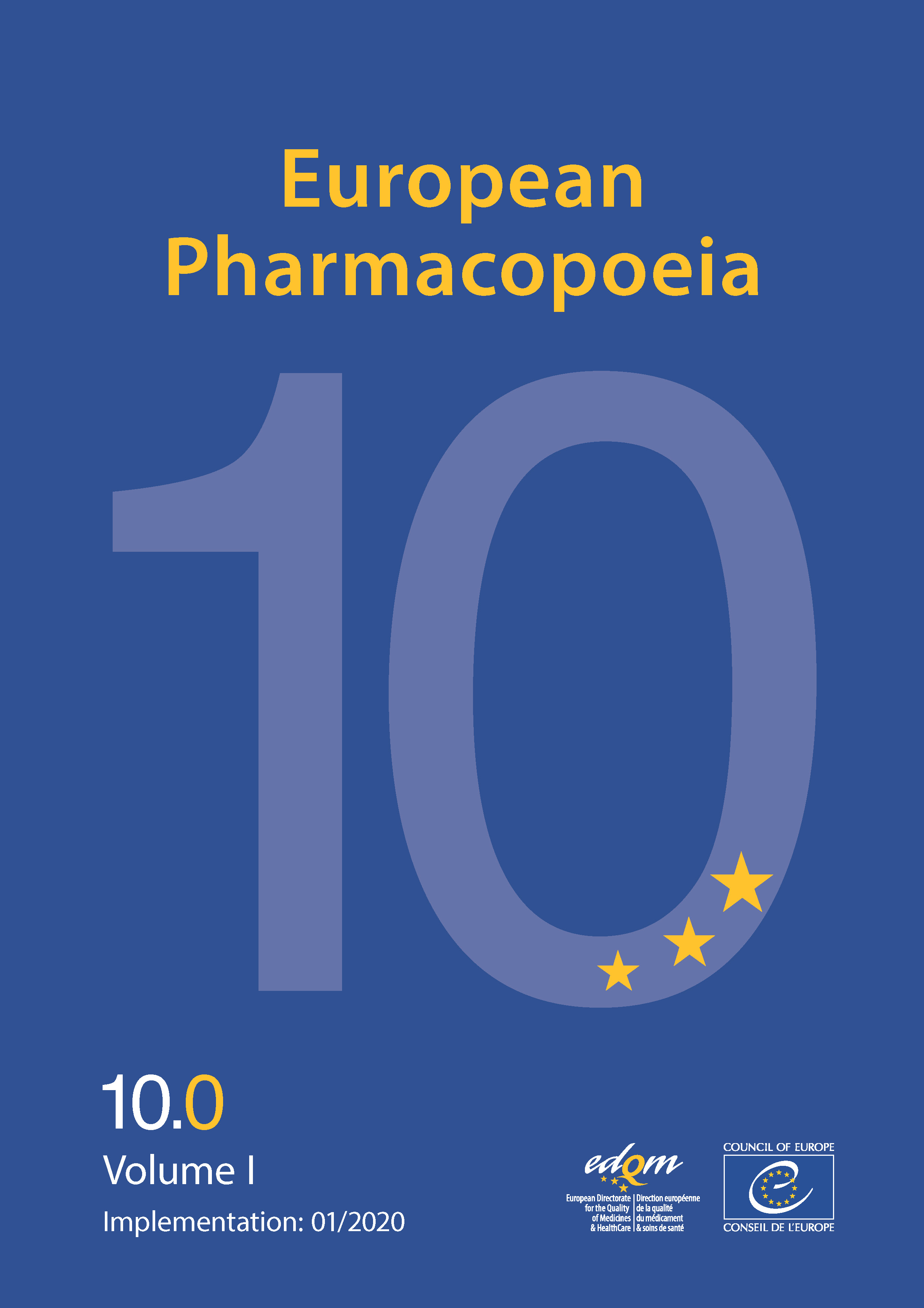
Die Qualität vieler Drogen ist im Europäischen Arzneibuch festgelegt.

Als Arzneistoffe oder Arzneimittel unterliegen Drogen besonderen Qualitätsanforderungen, die sich in entsprechenden Standards niederschlagen und weitgehend in den Monografien der Arzneibücher oder anderen Sammlungen wie etwa dem Deutschen Arzneimittel-Codex (DAC) festgelegt sind. Gemäß Apothekenbetriebsordnung dürfen in der Rezeptur und Defektur nur Ausgangsstoffe verwendet werden, deren ordnungsgemäße Qualität festgestellt und dokumentiert ist. Für Fertigarzneimittel, die Drogen oder Drogenzubereitungen enthalten, hat der pharmazeutische Unternehmer die Sicherstellung einer einwandfreien und standardisierten Qualität im Arzneimittelzulassungsverfahren zu belegen.

### Spezifikation

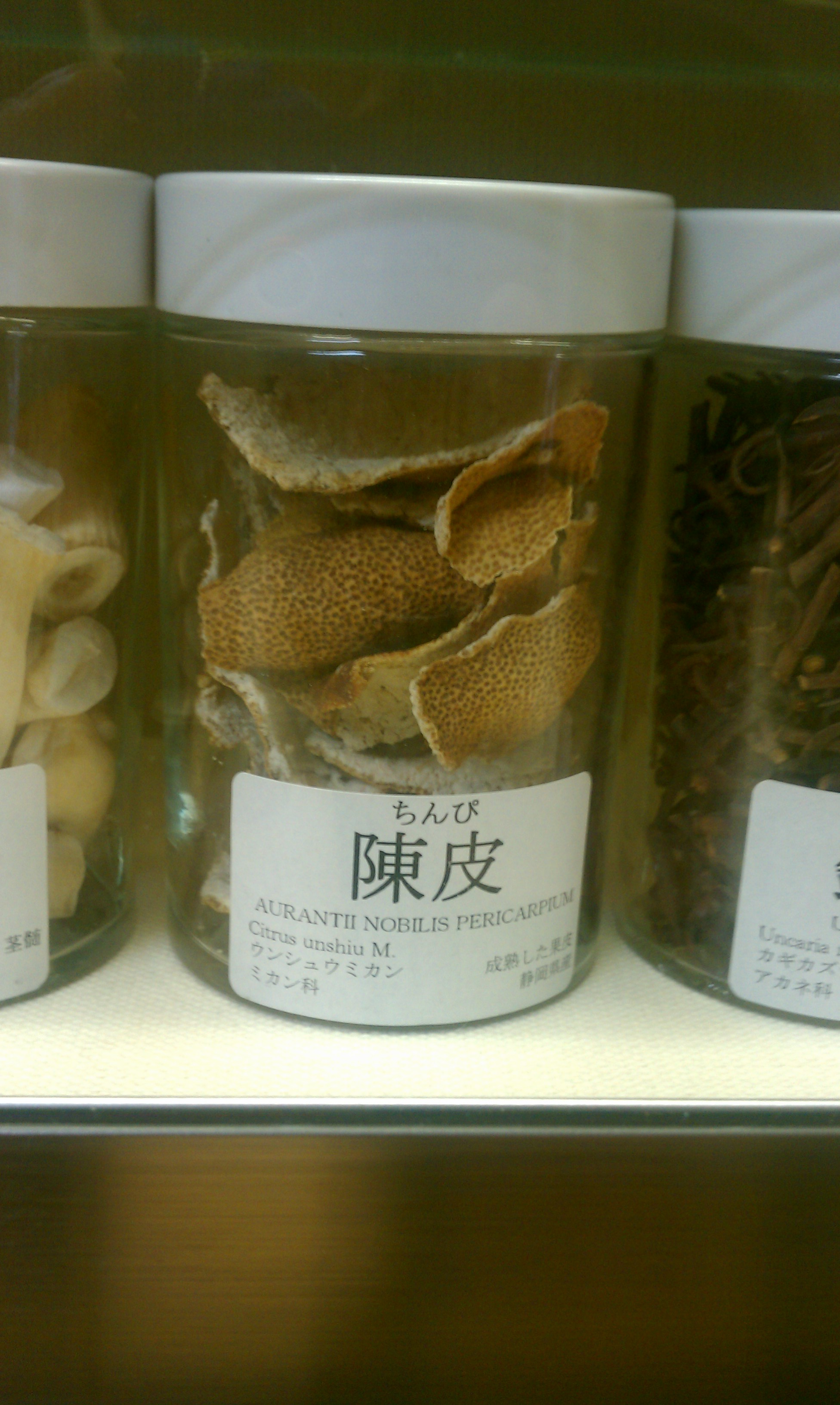
Chenpi, 陈皮 (Mandarinenschale, Citri reticulatae epicarpium et mesocarpium) wird in der TCM verwendet und ist im Europäischen Arzneibuch spezifiziert.

Neben der obligatorischen Identitätsprüfung zum Ausschluss von Verwechslungen werden an Drogen verschiedene Reinheitsprüfungen durchgeführt. Allgemeine Tests sind die Ermittlung fremder Bestandteile, des Aschegehaltes und des Trocknungsverlustes. Aus toxikologischer Sicht sind Prüfungen auf Pestizidrückstände, Schwermetalle, mikrobielle Verunreinigung und gegebenenfalls auf Schimmelpilzgifte und radioaktive Isotope bedeutsam. Je nach Inhaltsstoffen sind charakteristische Wertbestimmungen wie Bestimmung des Bitterwertes, der Quellungszahl, der Verseifungszahl oder biologischer Aktivitäten (z. B. hämolytische Aktivität) durchzuführen. Auch spezifische Gehaltsbestimmungen können Bestandteil der Prüfvorschrift sein, um den Mindestgehalt an wirksamen Stoffen sicherzustellen.
Drogen mit stark wirksamen Inhaltsstoffen und geringer therapeutischer Breite (Alkaloide, Herzglykoside, Anthraglykoside) werden als Pulver oder Extrakt mit einem normierten Gehalt an wirksamen Inhaltsstoffen in der Arzneimittelherstellung verwendet, wobei zusätzlich zum Mindestgehalt auch eine Obergrenze vorgeschrieben ist, um Vergiftungen durch eine versehentliche Überdosierung zu vermeiden.
Durch die Standardisierung unterscheiden sich Arzneidrogen von Teepflanzen, die in Lebens- und Genussmitteln verwendet werden.

### Drogen der Traditionellen Chinesischen Medizin
Mit dem Einzug der Traditionellen Chinesischen Medizin (TCM) in Europa wurde die Qualitätskontrolle von Drogen vor neue Herausforderungen gestellt. Nicht bekannte Stammpflanzen und unleserliche Beschriftungen führten zu Verwechslungen von TCM-Drogen, und die Presse berichtete über Schwermetallbelastung, Kontamination mit Schimmelpilzgiften und Pestiziden, bedenkliche Mengen toxischer Inhaltsstoffe (Aristolochiasäuren) und über Zusätze synthetischer Stoffe. In Deutschland sind gemäß einem Urteil des Oberverwaltungsgerichts Lüneburg TCM-Rezepturen als Arzneimittel einzustufen, so dass eine Qualitätsprüfung für die enthaltenen Drogen in das Aufgabengebiet der Apotheken fällt. Mittlerweile gibt es Arbeitsgemeinschaften, die sich mit einer Standardisierung der chinesischen Arzneidrogen befassen und Qualitätsnormen erarbeiten. Der Deutsche Arzneimittel-Codex (DAC) enthält eine Rahmenmonographie für die Prüfung von TCM-Drogen. Weitere Regelwerke sind die Pharmacopoeia of the People’s Republic of China und ihre kommentierte deutsche Übersetzung Arzneibuch der chinesischen Medizin: Monographien des Arzneibuchs der VR China sowie die Monografien aus der Reihe Drug Monographs and Analysis.
Auf behördlicher Ebene erarbeiten die Deutsche Arzneibuch-Kommission am Bundesinstitut für Arzneimittel und Medizinprodukte und die Europäische Arzneibuch-Kommission Monografien für das Deutsche und das Europäische Arzneibuch.
Die bayerische Landesanstalt für Landwirtschaft (LfL) betreibt in Bayern Anbauversuche für diverse TCM-Drogen, von denen einige mittlerweile im Handel erhältlich sind.  Durch den kontrollierten Anbau sind Risiken wie Verwechslungen und die beschriebenen Verunreinigungen vermeidbar.

## Verwendung

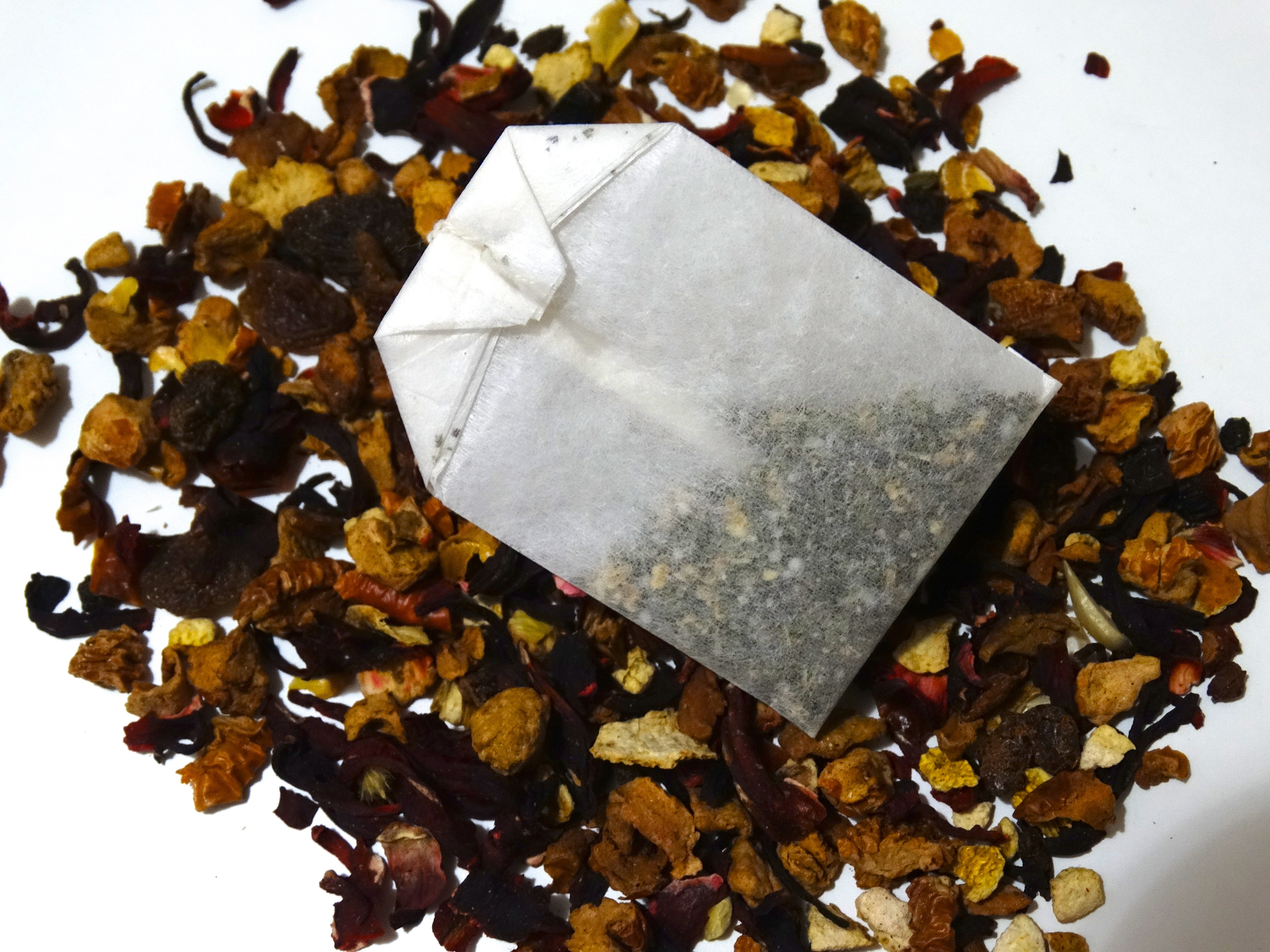
Arzneitees gibt es auch portioniert im Aufgussbeutel.

Zelluläre Drogen werden wegen ihres hohen Gerüststoffanteils fast immer als Auszug angewendet.

### Arzneitee

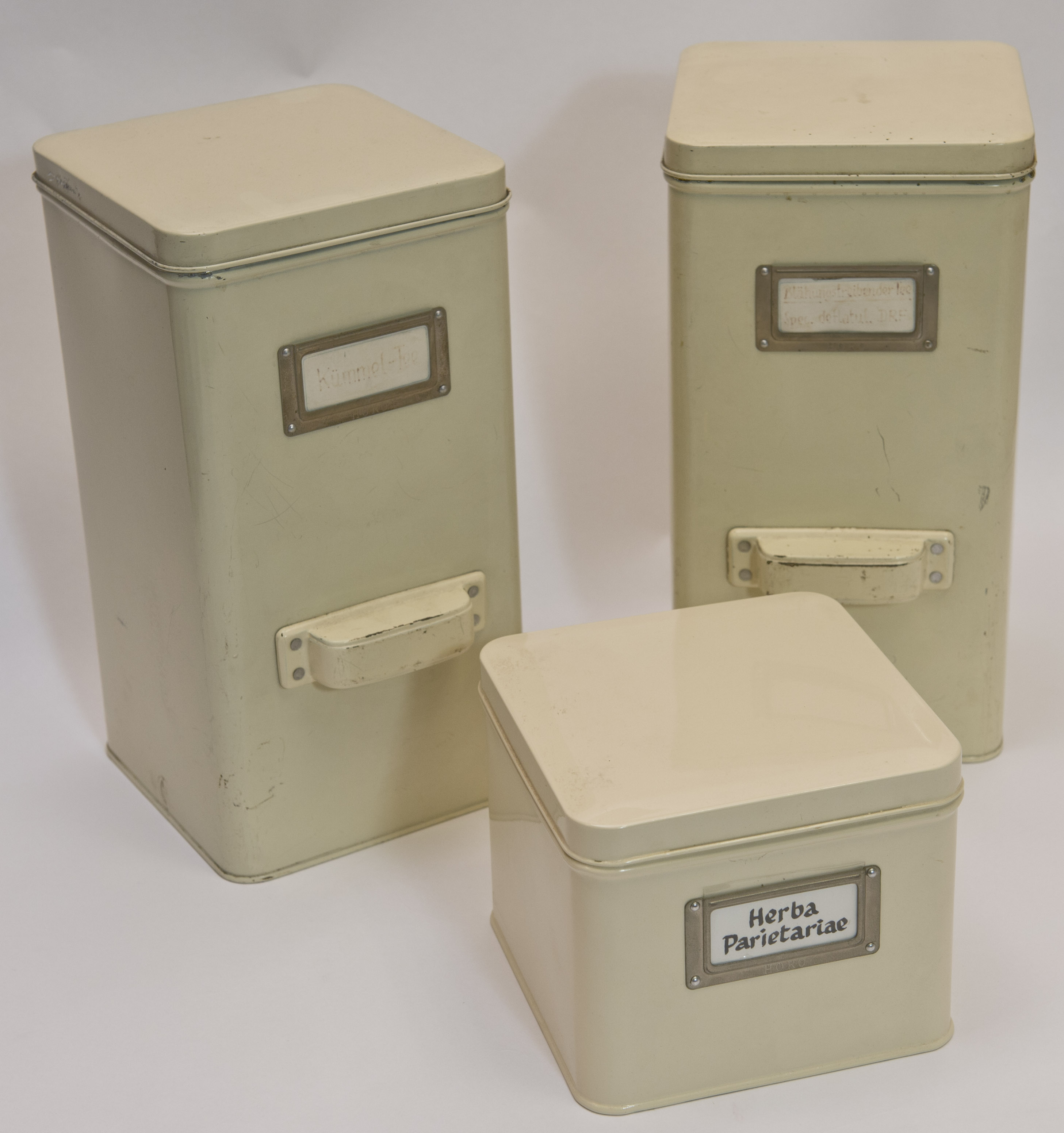
Blechdosen zur Aufbewahrung von Drogen in der Apotheke

Die einfachste Form des Auszugs ist die Teebereitung: dazu wird die grob oder fein geschnittene Teedroge durch Abkochung (Dekokt), Aufguss oder Kaltansatz (Mazeration) mit Wasser zu einem Getränk verarbeitet. Bei bestimmten Drogen, wie den Früchten der Doldenblütler, ist es üblich, sie unmittelbar vor der Anwendung „anzustoßen“ (d. h. etwas zu quetschen), damit sie ihre Wirkstoffe besser freisetzen. Drogen für die Teebereitung (Arzneitee) werden als lose Ware oder portioniert in Teefilterbeuteln in den Verkehr gebracht. Je nach Indikation werden Einzeldrogen oder Drogenmischungen (Teemischung, Teegemisch, lateinisch Species) verwendet. Bei den Teemischungen unterscheidet man nach Zusammensetzung und Anwendungsgebiet beispielsweise:
- Species amarae:[25] appetitanregende Teemischung
- Species aromaticae: Gewürzkräutermischung mit ätherischen Ölen
- Species digestivae:[26][27] magen-/verdauungswirksame Teemischung
- Species diureticae:[28] harntreibende Teemischung
- Species emollientes: erweichende Teemischung
- Species laxantes: abführende Teemischung
- Species lignorum: „Holztee“ („blutreinigend“)
- Species pectoralis[29] (Species pectorales): „Brusttee“, hustenlösende Teemischung
- Species sedativae[30] (Species nervinae): beruhigende Teemischung

Neben der innerlichen Anwendung als Tee kommen die klassischen Teedrogen bzw. ihre Auszüge – teilweise in traditioneller Überlieferung als Hausmittel – in Form von Umschlägen, Spülungen, Wickeln, Bädern und Kräuterkissen auch äußerlich zur Anwendung.

### Phytopharmaka
Drogenzubereitungen werden durch Verfahren wie Pulverisierung, Extraktion, Pressung, Destillation, auch in Kombination mit Fermentation, Fraktionierung, Anreicherung und Reinigung aus Drogen hergestellt. In der verfahrenstechnischen Herstellung von Auszügen werden neben Wasser ferner organische Extraktionsmittel wie etwa niedere Alkohole verwendet, wodurch lipophile Stoffe besser ausgezogen werden. Es entstehen Tinkturen, ätherische Öle, Presssäfte, Flüssig-, Dick- und Trockenextrakte, die teilweise direkt angewendet werden können, häufiger aber industriell weiter verarbeitet werden zu den verschiedensten arzneilichen Darreichungsformen (Phytopharmaka).

### Hilfsstoff
Manche Pflanzendrogen werden den Arzneitees nicht zwecks arzneilicher Wirkung, sondern zur Verbesserung von Geschmack oder Aussehen („Schmuckdroge“) zugesetzt. Nichtzelluläre Drogen werden zudem auch als pharmazeutische Hilfsstoffe verwendet, wie etwa Gummi arabicum, Bienenwachs oder Wollwachs.

## Verschreibungspflicht
Bestimmte Drogen oder Drogenzubereitungen sind – abgesehen teilweise von entsprechenden homöopathischen Verdünnungen oder einer äußerlichen Anwendung – verschreibungspflichtig. Darunter fallen etwa Belladonnablätter, Schierlingskraut, Fingerhutblätter, Wurmfarnwurzelstock, Ephedrakraut oder Brechnusssamen.